# Liu Xiaobo (taekwondo)
Liu Xiaobo (chiń. upr. 刘哮波; chiń. trad. 劉哮波; pinyin Liú Xiàobō; ur. 16 stycznia 1984 w Pekinie) – chiński zawodnik taekwondo, brązowy medalista olimpijski.
Brązowy medalista igrzysk olimpijskich w Londynie w 2012 roku w kategorii powyżej 80 kg.
Jest mistrzem Azji z 2008 roku oraz wicemistrzem kontynentu cztery lata później. Brązowy medalista igrzysk azjatyckich w 2006 roku.